# Leucopogon bracteolaris
Leucopogon bracteolaris är en ljungväxtart som beskrevs av George Bentham. Leucopogon bracteolaris ingår i släktet Leucopogon och familjen ljungväxter. Inga underarter finns listade i Catalogue of Life.